# James Murray (gubernator)
James Murray (ur. 21 stycznia 1721, zm. 18 czerwca 1794) – brytyjski generał, pierwszy gubernator generalny Brytyjskiej Kanady w latach 1764–1768.
Urodzony w Aberlady w Szkocji. Wstąpił do armii brytyjskiej i walczył w szeregu wojen między innymi w Indiach Zachodnich i Niderlandach, dosłużywszy się stopnia generała. Brał udział w oblężeniu i zdobyciu Louisburga w 1758 oraz w bitwie bitwie na Równinie Abrahama, gdzie dowodził lewym skrzydłem. Mianowany dowódcą sił zbrojnych w Kanadzie, spacyfikował opór francuski. W 1764 zastąpił tymczasowego administratora nowej kolonii Jeffrey Amhersta zostając pierwszym gubernatorem Brytyjskiej Kanady. Jako gubernator starał się nawiązać przyjazne stosunki z francuskimi mieszkańcami i otoczyć ich opieką prawną. Naraził się z tego powodu na oskarżenia o zdradę interesów brytyjskich. Odwołany ze stanowiska w 1768 stanął przed sądem. Choć został oczyszczony z zarzutów, nigdy nie powrócił do Kanady.
W 1774 został mianowany gubernatorem Minorki. W 1781 dowodził bohaterską obroną wyspy przed trwającym siedem miesięcy oblężeniem połączonych flot francuskiej i hiszpańskiej, po czym został zmuszony do poddania się. Postawiony przed sądem wojskowym po zarzutem zdrady, został ponownie oczyszczony z zarzutów. W 1783 został mianowany generałem.